# Fisher (Familienname)
Fisher ist ein Familienname, die englische Form des deutschen Familiennamens Fischer.

## Namensträger

### A
- Abigail Fisher (* 1957), US-amerikanische Skirennläuferin
- Adrian Fisher (* 1951), britischer Irrgarten-Designer
- Albert Kenrick Fisher (1856–1948), US-amerikanischer Ornithologe
- Alfred Fisher (1942–2016), kanadischer Komponist, Pianist und Musikpädagoge
- Alison Fisher (* 1965), englische Badmintonspielerin
- Allison Fisher (* 1968), englische Billardspielerin
- Alva J. Fisher (1862–1947), US-amerikanischer Erfinder
- Amy Fisher (* 1974), US-amerikanische Prostituierte und Straftäterin
- Andrew Fisher (1862–1928), australischer Politiker
- Andrew Fisher (Physiker) (* 1965), britischer Physiker
- Andrew Fisher (Snookerspieler), englischer Snookerspieler
- Andrew Fisher (Aktivist) (* 1979/1980), britischer politischer Aktivist
- Andrew Fisher (Leichtathlet) (* 1991), bahrainischer Leichtathlet jamaikanischer Herkunft
- Andy Fisher, Pseudonym von Johnny Fischer (* 1930), österreichischer Sänger
- Anna Lee Fisher (* 1949), US-amerikanische Astronautin
- Anthony Fisher (* 1960), australischer Geistlicher, Erzbischof von Sydney
- Antony Fisher (1915–1988), britischer Lobbyist
- Antwone Fisher (Drehbuchautor) (* 1959), US-amerikanischer Drehbuchautor und Filmproduzent
- Arthur Graham Fisher (* 1975), US-amerikanischer Immobilienmakler und Diplomat
- Ashley Fisher (* 1975), australischer Tennisspieler
- Avery Fisher (1906–1994), US-amerikanischer Unternehmer, Erfinder und Musikmäzen

### B
- Bernard Fisher (Schachspieler) (1837–1914), englischer Schachspieler
- Bernard Fisher (Mediziner) (1918–2019), US-amerikanischer Mediziner und Krebsforscher
- Bernard Fisher (Fußballspieler) (1934–2022), englischer Fußballtorwart
- Bernard Fisher (Schauspieler), Schauspieler
- Bernard F. Fisher (1927–2014), US-amerikanischer Luftwaffenoffizier
- Bernard Herbert Fisher, bekannt als Red Fisher (1914–2006), kanadischer Journalist
- Bertie Fisher (1878–1972), britischer Generalleutnant
- Bouie Fisher (1928–2011), US-amerikanischer Boxtrainer
- Brandy Fisher (* 1975), US-amerikanische Eishockeyspielerin
- Brent Fisher (* 1983), neuseeländischer Fußballspieler
- Bud Fisher (1885–1954), US-amerikanischer Comiczeichner

### C
- Carl Graham Fisher (1874–1939), US-amerikanischer Unternehmer
- Caroline Fisher (* 1982), britische Taekwondoin
- Carrie Fisher (1956–2016), US-amerikanische Schauspielerin
- Charles Fisher (Politiker, 1789) (1789–1849), US-amerikanischer Politiker (North Carolina)
- Charles Fisher (Politiker, 1808) (1808–1880), kanadischer Politiker
- Charles Fisher (Schauspieler) (1816–1891), angloamerikanischer Schauspieler
- Charles Alfred Fisher (1916–1982), britischer Geograph
- Charles J. Fisher (1880–1963), US-amerikanischer Unternehmer, siehe Fisher Body Co.
- Charles M. Fisher (1899–1966), US-amerikanischer Politiker (Wisconsin)
- Charles Miller Fisher (1913–2012), kanadischer Neurologe
- Charles W. Fisher (1866–1919), kanadischer Politiker (Alberta)
- Charlie Fisher (Footballspieler, 1892) (1892–1983), australischer Australian-Football-Spieler
- Charlie Fisher (Footballspieler, 1976) (* 1976), US-amerikanischer American-Football-Spieler
- Chris Fisher (Leichtathlet) (* 1949), australischer Mittelstreckenläufer
- Chris Fisher (Regisseur) (* 1973), US-amerikanischer Filmregisseur, Drehbuchautor und Filmproduzent
- Chris Fisher (Schauspieler), südafrikanischer Schauspieler
- Claire Fisher (eigentlich Antoinette van Rossum; * 1960), niederländisches Schauspielerin, Sängerin und Designerin
- Colin Fisher (* 1949), schottischer Rugby-Union-Spieler
- Corey Fisher (* 1988), US-amerikanischer Basketballspieler
- Craig Fisher (Rennfahrer) (1936–2018), kanadischer Autorennfahrer
- Craig Fisher (Eishockeyspieler) (* 1970), kanadischer Eishockeyspieler
- Craig B. Fisher (1932–2006), US-amerikanischer Fernsehproduzent und Regisseur

### D
- Dana R. Fisher (* 1971), US-amerikanische Soziologin
- Daniel S. Fisher (* 1956), US-amerikanischer Physiker
- Darnell Fisher (* 1994), englischer Fußballspieler
- David Fisher (Politiker) (1794–1886), US-amerikanischer Politiker
- David Fisher (Drehbuchautor, 1929) (1929–2018), britischer Drehbuchautor
- David Fisher (Schriftsteller) (* 1946), US-amerikanischer Schriftsteller, Drehbuchautor und Produzent
- David Fisher (Regisseur, 1956) (* 1956), israelischer Regisseur, Drehbuchautor und Produzent
- David Fisher (Regisseur, II), US-amerikanischer Regisseur, Drehbuchautor und Produzent
- David Fisher (Mathematiker) (David Michael Fisher), US-amerikanischer Mathematiker und Hochschullehrer
- David E. Fisher (* 1932), US-amerikanischer Geochemiker und Schriftsteller
- Debra Neil-Fisher (* 1958), US-amerikanische Filmeditorin
- Denys Fisher (1918–2002), englischer Spielzeughersteller und Spieleautor
- Derek Fisher (* 1974), US-amerikanischer Basketballspieler
- Devon Fisher (* 1993), US-amerikanischer Fußballspieler
- Donald Fisher (Schauspieler), US-amerikanischer Schauspieler
- Donald G. Fisher (Donald George Fisher; 1928–2009), US-amerikanischer Unternehmer
- Donald W. Fisher (Donald William Fisher; 1922–2012), US-amerikanischer Geologe und Paläontologe
- Doris Fisher (1915–2003), US-amerikanische Sängerin und Komponistin
- Doris Fisher, Baroness Fisher of Rednal (1919–2005), britische Politikerin
- Dorothy Canfield Fisher (1879–1958), amerikanische Autorin, Pädagogin und Bürgerrechtlerin
- Doug Fisher (1919–2009), kanadischer Journalist und Politiker

### E
- Ed Fisher (1926–2013), US-amerikanischer Cartoonist
- Eddie Fisher (1928–2010), US-amerikanischer Sänger und Entertainer
- Edward Fisher (* 1994), britischer Ruderer
- Eilidh Fisher, britische Schauspielerin
- Elisa Soriano Fisher (1891–1964), spanische Augenärztin, Hochschullehrerin und Suffragette
- Elizabeth Fisher (Journalistin) (1924–1982), US-amerikanische Autorin und Redakteurin
- Elizabeth Fisher (Eiskunstläuferin), kanadische Eiskunstläuferin
- Elizabeth Fisher (Molekularbiologin), britische Molekularbiologin
- Elizabeth F. Fisher (1873–1941), US-amerikanische Geologin und Hochschullehrerin
- Elizabeth Gault Fisher (1909–2000), US-amerikanische Botanikerin
- Elsie Fisher (* 2003), US-amerikanische Schauspielerin
- Emily Fisher Landau (1920–2023), US-amerikanische Kunstsammlerin
- Eric Fisher (* 1991), US-amerikanischer American-Football-Spieler
- Erik Fisher (* 1985), US-amerikanischer Skirennläufer

### F
- Finn Fisher-Black (* 2001), neuseeländischer Radrennfahrer
- Frances Fisher (* 1952), britisch-US-amerikanische Schauspielerin
- Francis Fisher (1877–1960), neuseeländischer Politiker und Tennisspieler
- Frank Fisher, Pseudonym von Franco Pesce (1890–1975), italienischer Schauspieler und Filmschaffender
- Frank Fisher (Rugbyspieler) (1905–??), australischer Rugby-League-Spieler
- Frank Fisher (Eishockeyspieler) (1907–1983), kanadischer Eishockeyspieler
- Frank Fisher, späterer Name von Franz Jakubowski (1912–1970), polnisch-amerikanischer Marxistischer Theoretiker
- Franklin Fisher (1934–2019), US-amerikanischer Wirtschaftswissenschaftler und Hochschullehrer
- Fred Fisher (1875–1942), deutsch-amerikanischer Komponist
- Frederic J. Fisher (1878–1941), US-amerikanischer Unternehmer, siehe Fisher Body Co.

### G
- Gail Fisher (1935–2000), US-amerikanische Schauspielerin
- Gary Fisher (* 1950), US-amerikanischer Radrennfahrer und Erfinder
- Gavin Fisher (* 1964), britischer Ingenieur und Automobiltechniker
- Gene Fisher, US-amerikanischer Pokerspieler
- Geoffrey Fisher (1887–1972), britischer Geistlicher, Erzbischof von Canterbury
- George Fisher (Politiker) (1788–1861), US-amerikanischer Jurist und Politiker (New York)
- George Fisher (Schauspieler) (1891–1960), US-amerikanischer Schauspieler
- George Fisher (Fußballspieler) (1925–2015), englischer Fußballspieler
- George Fisher (Sänger) (* 1970), US-amerikanischer Death-Metal-Sänger
- George Fisher (Basketballtrainer), US-amerikanischer Basketballtrainer
- George P. Fisher (1817–1899), US-amerikanischer Politiker
- Gerry Fisher (1926–2014), britischer Kameramann
- Glen Fisher (* um 1965), US-amerikanischer Jazzbassist
- Grant Fisher (* 1997), kanadisch-US-amerikanischer Langstreckenläufer
- Greg Fisher, britischer Spezialeffektkünstler
- Gregor Fisher (* 1953), britischer Schauspieler

### H
- Ham Fisher (1900–1955), US-amerikanischer Comiczeichner
- Harry Fisher (Schauspieler) (1868–1923), britischer Schauspieler
- Harry Fisher (Soldat) (1874–1900), US-amerikanischer Soldat
- Harry Fisher (Gewerkschafter) (1911–2003), US-amerikanischer Gewerkschafter und Friedensaktivist
- Harry A. Fisher (1882–1967), US-amerikanischer Basketballspieler
- Helen Fisher (1945–2024), US-amerikanische Anthropologin
- Herbert Fisher (1865–1940), britischer Historiker und Politiker
- Hilton Fisher (* 1966), südafrikanischer Lehrer, Beamter und Diplomat
- Horatio Gates Fisher (1838–1890), US-amerikanischer Politiker
- Hubert Fisher (1877–1941), US-amerikanischer Politiker
- Hugh Fisher (* 1955), kanadischer Kanute

### I
- Irving Fisher (1867–1947), US-amerikanischer Ökonom
- Isla Fisher (* 1976), australische Schauspielerin

### J
- J. Richard Fisher (James Richard Fisher; * 1943), US-amerikanischer Astronom
- Jackie Fisher (Fußballspieler, 1897) (John Fisher; 1897–1954), englischer Fußballspieler
- John Vavasseur Fisher, 3. Baron Fisher (1921–2012), britischer Adliger und Politiker
- Jackie Fisher (Fußballspieler, 1925) (John Alfred Fisher; 1925–2022), englischer Fußballspieler
- James Fisher (Fußballspieler) (1876–1921), schottischer Fußballspieler
- James Fisher (Naturforscher) (1912–1970), britischer Autor und Naturforscher
- James Fisher (Rugbyspieler) (1939–2009), schottischer Rugby-Union-Spieler
- James Fisher (Reiter), britischer Springreiter
- James Fisher (Schauspieler) (* 1972), britischer Schauspieler
- James Fisher (Radsportler), kanadischer Radsportler
- James Bickerton Fisher (1843–1910), neuseeländischer Politiker
- James Hurtle Fisher (1790–1875), australischer Politiker, Bürgermeister von Adelaide
- James Temple Fisher (1828–1905), neuseeländischer Politiker
- Jasen Fisher (* 1980), US-amerikanischer Schauspieler
- Jeff Fisher (Jeffrey Michael Fisher; * 1958), US-amerikanischer American-Football-Spieler und -Trainer
- Joel Fisher (* 1947), US-amerikanischer Künstler
- Joely Fisher (* 1967), US-amerikanische Schauspielerin
- John Fisher (1469–1535), englischer Geistlicher
- John Fisher (Bischof) († 1825), Bischof von Exeter und Salisbury
- John Fisher (Politiker) (1806–1882), US-amerikanischer Politiker
- John Fisher, 1. Baron Fisher (1841–1920), britischer Admiral
- John Abraham Fisher, englischer Violinvirtuose, Dirigent und Komponist
- John Stuchell Fisher (1867–1940), US-amerikanischer Politiker
- John Vavasseur Fisher, 3. Baron Fisher (1921–2012), britischer Adliger und Politiker
- John W. Fisher (* 1931), US-amerikanischer Bauingenieur
- John William Fisher (1788–1876), britischer Chirurg
- Jon Fisher (* 1972), US-amerikanischer Unternehmer und Autor
- Jordan Fisher (* 1994), US-amerikanischer Schauspieler, Sänger und Tänzer
- Joseph L. Fisher (1914–1992), US-amerikanischer Politiker
- Josh Fisher (Joseph A. Fisher), US-amerikanischer Informatiker

### K
- Kathy Fisher (* 1966), US-amerikanische Sängerin
- Kelly Fisher (* 1978), englische Poolbillard- und Snookerspielerin
- Ken Fisher (Kenneth Lawrence Fisher; * 1950), US-amerikanischer Investment-Analyst
- Kenneth Fisher (Ornithologe) (1882–1945), britischer Lehrer und Ornithologe
- Kenneth Fisher (Musiker) (1940–2009), US-amerikanischer Saxophonist
- Kenny Fisher (Kenneth Ronald Fisher; * 1981), US-amerikanischer Schauspieler
- Kim Fisher (* 1969), deutsche Sängerin und Fernsehmoderatorin
- Kirsty Fisher, Drehbuchautorin
- Kitty Fisher (1741–1767), britische Kurtisane
- Kyle Fisher (* 1994), US-amerikanischer Fußballspieler

### L
- Lee Fisher (* 1951), US-amerikanischer Politiker
- Len Fisher (* 1942), australischer Physiker und Wissenschaftspublizist
- Leslea Fisher (* 1983), US-amerikanische Schauspielerin
- Lois Fisher-Dietzel (geschiedene Lois Fisher-Ruge; * 1940), deutsch-US-amerikanische Autorin
- Lucy Fisher (* 1949), US-amerikanische Filmproduzentin
- Luke Fisher (* 1982), englischer Snookerspieler

### M
- M. F. K. Fisher (Mary Frances Kennedy Fisher; 1908–1991), US-amerikanische Essayistin
- Mandy Fisher (* 1962), englische Snookerspielerin und Verbandsfunktionärin
- Mark Fisher (Maler) (1841–1923), US-amerikanischer Maler
- Mark Fisher (Musiker) (1895–1948), US-amerikanischer Musiker und Songwriter
- Mark Fisher (Architekt) (1947–2013), britischer Architekt und Bühnengestalter
- Mark Fisher (Schriftsteller) (* 1953), kanadischer Schriftsteller
- Mark Fisher (Kulturwissenschaftler) (1968–2017), britischer Kulturwissenschaftler und Blogger
- Martin Fisher (Politiker) (Martin Beattie Fisher; 1881–1941), kanadischer Politiker
- Martin Fisher (Musikproduzent), britischer Musikproduzent
- Martin Fisher (Schauspieler), US-amerikanischer Schauspieler und Sänger (Bariton)
- Martin Fisher (Filmproduzent), Filmproduzent
- Martin Fisher (Comicautor), britischer Comicautor
- Martin J. Fisher (* 1967), US-amerikanischer Ingenieur, Manager und Sozialaktivist
- Matthew Fisher (* 1946), britischer Musiker
- Matthew P. A. Fisher (* 1960), US-amerikanischer Physiker
- Mel Fisher (1922–1998), US-amerikanischer Taucher und Schatzsucher
- Michael Fisher (Eiskunstläufer), australischer Eiskunstläufer
- Michael Fisher (Musiker), Percussionist
- Michael E. Fisher (Michael Ellis Fisher; 1931–2021), britischer Physiker
- Michael William Fisher (* 1958), US-amerikanischer Geistlicher, Bischof von Buffalo
- Mick Fisher (* 1944), englischer Snookerspieler
- Mika’ela Fisher (* 1975), deutsche Schauspielerin und Model
- Mike Fisher (Rennfahrer) (* 1943), US-amerikanischer Rennfahrer
- Mike Fisher (Eishockeyspieler) (* 1980), kanadischer Eishockeyspieler
- Miles Fisher (* 1983), US-amerikanischer Schauspieler
- Morgan Fisher (Filmemacher) (* 1942), amerikanischer Filmemacher und Künstler
- Morgan Fisher (Keyboarder) (* 1950), britischer Keyboarder
- Morris Fisher (1890–1968), US-amerikanischer Sportschütze

### N
- Niamh Fisher-Black (* 2000), neuseeländische Radrennfahrerin
- Nicholas Fisher (Autor) (Nicholas John Oldfield Fisher, auch Nick Fisher; * 1953), britischer Schriftsteller und Drehbuchautor
- Nicholas Fisher (Freestyle-Skier) (Nick Fisher; * 1981), australischer Freestyle-Skier
- Nicholas Fisher (Ruderer), US-amerikanischer Ruderer
- Noel Fisher (* 1984), kanadischer Schauspieler

### O
- O. C. Fisher (1903–1994), US-amerikanischer Politiker
- Osmond Fisher (1817–1914), englischer Geologe und Geophysiker
- Owl Fisher (Ugla Stefanía Kristjönudóttir Jónsdóttir), isländische Journalistin, Filmemacherin und LGBT-Aktivistin

### P
- Paul Fisher (Cricketspieler, 1954) (* 1954), englischer Cricketspieler
- Paul Fisher (Segler) (* 1962), bermudischer Segler
- Paul Fisher (Animator), US-amerikanischer Animator, Drehbuchautor und Regisseur
- Paul Fisher (Cricketspieler, 1977) (* 1977), englischer Cricketspieler
- Paul Nicholas Fisher (* 1986), australischer Musikproduzent und DJ, siehe Fisher (DJ)
- Peter Fisher (Fußballspieler, 1896) (1896–??), schottischer Fußballspieler
- Peter Fisher (Fußballspieler, 1912) (1912–1980), schottischer Fußballspieler
- Peter Fisher (Fußballspieler, 1920) (1920–2010), schottischer Fußballspieler
- Peter Fisher (Autor)  (1944–2012), US-amerikanischer Autor und LGBT-Aktivist
- Philip Fisher (1907–2004), US-amerikanischer Investor

### R
- Ray Fisher (Baseballspieler) (1887–1982), US-amerikanischer Baseballspieler und -trainer
- Ray Fisher (Musiker) (1940–2011), britischer Musiker und Sänger
- Ray Fisher (Schauspieler) (* 1987), US-amerikanischer Schauspieler
- Rob Fisher (Bassist) (auch Robb Fisher; * 1946), US-amerikanischer Jazzbassist
- Rob Fisher (Dirigent) (Robert Bryce Fisher; * 1952), US-amerikanischer Dirigent und Pianist
- Rob Fisher (Keyboarder) (Robert Fisher; 1956/1959–1999), britischer Keyboarder und Songwriter
- Rob Fisher (Rennfahrer), britischer Motorradrennfahrer
- Robert Fisher (Drehbuchautor) (Bob Fisher; 1922–2008), US-amerikanischer Dramatiker und Drehbuchautor
- Robert Fisher (Bischof) (Robert Joseph Fisher; * 1959), US-amerikanischer Geistlicher, Weihbischof in Detroit
- Robert J. Fisher (* 1954), US-amerikanischer Unternehmer
- Roger Fisher (1922–2012), US-amerikanischer Rechtswissenschaftler
- Ronald Aylmer Fisher (1890–1962), britischer Genetiker, Evolutionstheoretiker und Statistiker
- Ross Fisher (* 1980), englischer Golfer

### S
- Salina Fisher (* 1993), neuseeländische Komponistin und Geigerin
- Samuel Fisher, Baron Fisher of Camden (1905–1979), britischer Unternehmer und Politiker
- Santiago Castroviejo-Fisher (* 1979), spanischer Biologe und Herpetologe
- Sarah Fisher (* 1980), US-amerikanische Rennfahrerin
- Scott Fisher (* 1967), US-amerikanischer Spezialeffektkünstler und Stuntman
- Seth Fisher (1972–2006), US-amerikanischer Comiczeichner
- Shea Fisher (* 1988), australische Country-Sängerin
- Simon Fisher-Becker (1961–2025), britischer Schauspieler
- Simon Fisher Turner (* 1954), britischer Musiker, Songwriter, Komponist, Produzent und Schauspieler
- Simon E. Fisher (* 1970), britischer Genetiker und Neurowissenschaftler
- Sonny Fisher (1931–2005), US-amerikanischer Rockabilly-Sänger
- Spencer O. Fisher (1843–1919), US-amerikanischer Politiker
- Sten Fisher (* 1980), deutscher Singer-Songwriter und Musiker
- Steve Fisher (Drehbuchautor) (Stephen Gould Fisher; 1912–1980), US-amerikanischer Drehbuchautor
- Steve Fisher (Radsportler) (* 1990), US-amerikanischer Radsportler
- Steven Fisher (* 1982), US-amerikanischer Snowboarder
- Susan Fisher (* um 1951), Gynäkologin
- Sydney Arthur Fisher (1850–1921), kanadischer Politiker (LPC)

### T
- Terence Fisher (1904–1980), britischer Regisseur
- Terry Louise Fisher (1946–2025), US-amerikanische Drehbuchautorin und Filmproduzentin
- Thomas Fisher (Politiker, † 1577) († 1577), englischer Politiker
- Thomas Fisher (Politiker, † 1613) († 1613), englischer Politiker
- Thomas Fisher (Unternehmer, 1792) (1792–1874), britisch-kanadischer Unternehmer und Mäzen
- Thomas Fisher (Unternehmer, 1820) (1820–1884), australischer Unternehmer und Mäzen
- Thomas Henry Fisher, Geburtsname von Thomas Henry (Illustrator) (1879–1962), britischer Illustrator
- Thomas L. Fisher, Spezialeffektkünstler
- Tom Fisher (Thomas Fisher; * 1968), britischer Schauspieler
- Tricia Leigh Fisher (* 1968), US-amerikanische Schauspielerin und Sängerin
- Tyrese Johnson-Fisher (* 1999), jamaikanisch-britischer American-Football- und Rugby-Union-Spieler

### V
- Vardis Fisher (1895–1968), US-amerikanischer Schriftsteller

### W
- Walter Kenrick Fisher (1878–1953), US-amerikanischer Meereszoologe
- Walter L. Fisher (Walter Lowrie Fisher; 1862–1935), US-amerikanischer Politiker
- Walter R. Fisher (1931–2018), US-amerikanischer Psychologe und Kommunikationswissenschaftler
- William Fisher (Boxer) (auch Willie Fisher; * 1940), britischer Boxer
- William Arms Fisher (1861–1948), US-amerikanischer Komponist und Musikhistoriker
- William Frederick Fisher (* 1946), US-amerikanischer Astronaut
- William Hayes Fisher, 1. Baron Downham (1853–1920), britischer Politiker (Conservative Party)
- William W. Fisher (* 1953), US-amerikanischer Rechtswissenschaftler
- William Wordsworth Fisher (1875–1937), britischer Marineoffizier

### Fiktive Figuren
- Sam Fisher, Videospiel-Figur aus dem Titel Splinter Cell